# District de Trèves
1816–1999
Entités précédentes :
- Empire français (Sarre)

Entités suivantes :
- Rhénanie-Palatinat

Le district de Trèves (en allemand : Regierungsbezirk Trier) est un ancien district (1816-1999) du grand-Duché du Bas-Rhin (1816-1822), puis de la province de Rhénanie (1822-1945) et de Rhénanie-Palatinat (1946-1999).

## Divisions administratives
- Arrondissement de Bernkastel (jusqu'en 1969, divisé entre les arrondissements de Birkenfeld, de Rhin-Hunsrück et de Bernkastel-Wittlich)
- Arrondissement de Bernkastel-Wittlich (à partir de 1969)
- Arrondissement de Bitburg (jusqu'en 1970, intégré de l'arrondissement de Bitburg-Prüm)
- Arrondissement de Bitburg-Prüm (à partir de 1970, renommé arrondissement d'Eifel-Bitburg-Prüm en 2007)
- Arrondissement de Daun (renommé arrondissement de Vulkaneifel en 2007)
- Arrondissement de Merzig (jusqu'en 1920, divisé entre les arrondissements de Reste de Merzig-Wadern (de) et de Merzig-Wadern)
- Reste de l'arrondissement de Merzig-Wadern (de) (1920-1946, réintégré à l'arrondissement de Merzig-Wadern)
- Arrondissement d'Ottweiler (jusqu'en 1920, rattaché au territoire du bassin de la Sarre)
- Arrondissement de Prüm (jusqu'en 1970, intégré de l'arrondissement de Bitburg-Prüm)
- Arrondissement de Sarrebruck (jusqu'en 1973, divisé à l'arrondissement de Sarre-Palatinat et la ville de Sarrebruck)
- Arrondissement de Sarrebourg (jusqu'en 1969, intégré de l'arrondissement de Trèves-Sarrebourg)
- Arrondissement de Sarrelouis (jusqu'en 1920, rattaché au territoire du bassin de la Sarre)
- Arrondissement de Saint-Wendel (jusqu'en 1920, divisé entre les arrondissements de Reste de Saint-Wendel-Baumholder (de) et de Saint-Wendel)
- Reste de l'arrondissement de Saint-Wendel-Baumholder (de) (1920-1937, intégré à l'arrondissement de Birkenfeld)
- Arrondissement de Trèves (jusqu'en 1969, divisé entre les arrondissements de Birkenfeld, de Bitburg et de Trèves-Sarrebourg et la ville de Trèves)
- Arrondissement de Trèves-Sarrebourg (à partir de 1969)
- Arrondissement de Wittlich (jusqu'en 1969, intégré de l'arrondissement de Bernkastel-Wittlich)

## Histoire

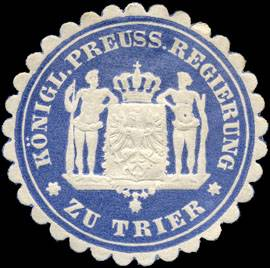
Sceau du district de Trèves.

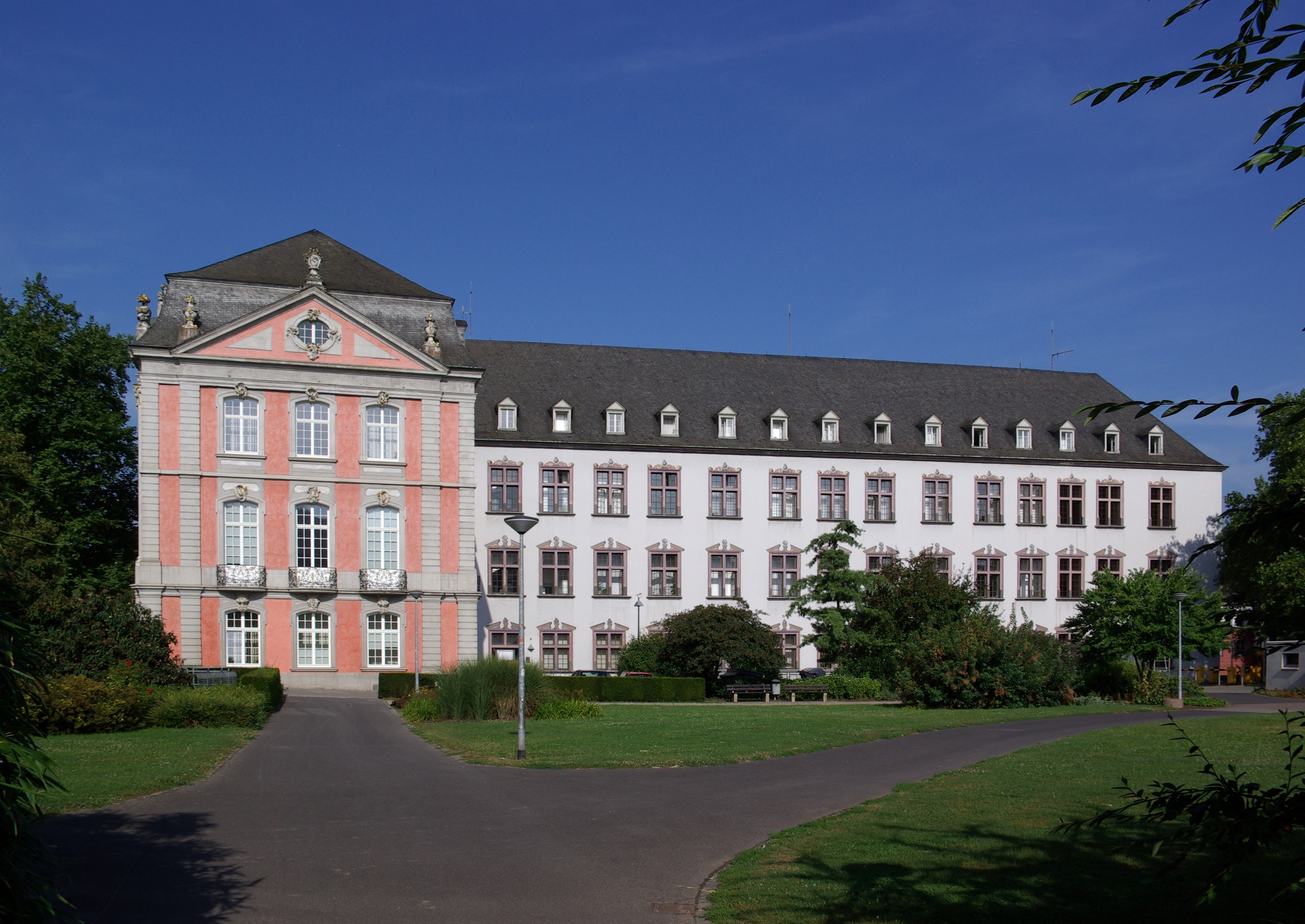
Palais électoral de Trèves, siège du président de district de 1955 jusqu'à sa dissolution en 1999.

L’histoire de l’arrondissement de Trèves remonte à 1816. À cette époque, après le Congrès de Vienne, le Royaume de Prusse divise ses provinces en 25 districts. Ainsi, le district de Trèves est dans la province du grand-duché du Bas-Rhin, à partir de 1822 dans la province de Rhénanie. Jusqu'au lendemain de la Première Guerre mondiale, la Sarre actuelle (à l'exception de l'arrondissement de Sarre-Palatinat et d'une partie de l'arrondissement de Saint-Wendel) appartient au district de Trèves. Après le traité de Versailles, la Sarre est séparée et placée en 1920 sous le mandat de la Société des Nations, ce qui réduit considérablement la population du district de Trèves. Le territoire du bassin de la Sarre comprend maintenant Sarrebruck, les arrondissements de Sarrebruck, Ottweiler et Sarrelouis ainsi que des parties de l'arrondissement de Merzig. Après la Seconde Guerre mondiale, l'arrondissement de Merzig est de nouveau réuni en 1946 et fait partie de la Sarre depuis 1964, sous le nom d'arrondissement de Merzig-Wadern. De même, en 1920, le reste de l'arrondissement de Saint-Wendel-Baumholder (de), qui reste dans le district de Trèves, est séparé de l'arrondissement de Saint-Wendel, qui est confié au territoire du bassin de la Sarre. Cependant, cet arrondissement résiduel est incorporé en 1937 dans le district de Coblence rattaché à l'arrondissement de Birkenfeld. 
Après la Seconde Guerre mondiale, le district de Trèves en 1946 fait partie de la Rhénanie-Palatinat. Il est l'un des cinq districts à l'origine. Les autres districts sont Coblence, Montabaur, Hesse-Rhénane (siège à Mayence) et Palatinat (siège à Neustadt an der Weinstrasse). Il comprend d'abord la ville de Trèves et les arrondissements de Bernkastel (aujourd'hui l'arrondissement de Bernkastel-Wittlich), Bitburg (aujourd'hui l'arrondissement d'Eifel-Bitburg-Prüm), Daun (l'actuel arrondissement de Vulkaneifel), Prüm (aujourd'hui l'arrondissement d'Eifel-Bitburg-Prüm), Sarrebourg (aujourd'hui Trèves-Sarrebourg), Trèves (aujourd'hui Trèves-Sarrebourg) et Wittlich (aujourd'hui l'arrondissement de Bernkastel-Wittlich). Des modifications de frontière sont réalisés jusqu'en 1947, principalement sur le reste de l'arrondissement de Merzig-Wadern (de) par rapport à la Sarre, en particulier sur le reste de l'arrondissement de Saint-Wendel-Baumholder (de), mais également sur la zone oldenbourgeoise de l'arrondissement de Birkenfeld. 
Dans la réforme des arrondissements, achevée en Rhénanie-Palatinat entre 1969 et 1974, les arrondissements sont fusionnés en unités administratives plus grandes. Ainsi, de 1974 jusqu'à sa dissolution en 2000, le district de Trèves comprend la ville de Trèves et quatre arrondissements.

## Présidents du district
| - 1816-1825: Daniel Heinrich Delius (de) - 1825-1831: Franz Edmund Josef von Schmitz-Grollenburg - 1831-1834: Ernst von Bodelschwingh l'Ancien - 1834-1837: Adalbert von Ladenberg (de) - 1839-1842: Eduard von Schaper - 1842-1848: Rudolf von Auerswald - 1849-1863: Wilhelm Sebaldt (de) - 1863-1865: Julius von Schleinitz - 1866-1870: Konstantin von Gaertner (de) - 1870-1872: Adolf Ernst von Ernsthausen - 1872-1881: Arthur von Wolff (de) - 1881-1888: Berthold von Nasse (de) - 1888-1890: Albert von Pommer Esche (de) - 1890-1899: Adolf von Heppe - 1899-1903: Eduard zur Nedden (de) | - 1903-1908: Alfred von Bake - 1908-1918: Constanz von Baltz (de) - 1918-1920: Wilhelm Momm - 1920-1922: Johannes Fuchs - 1922-1936: Konrad Saaßen (de) - 1936 : Rudolf Klein (de) (représentant) - 1936-1939: Adolf Varain (de) (par intérim) - 1939-1945: Heinrich Christian Siekmeier (de) - 1945-1958: Wilhelm Steinlein (de) - 1958-1964: Josef Schulte - 1964-1973: Konrad Schubach (de) - 1973-1981: Julius Saxler (de) - 1982-1991: Gerhard Schwetje (de) - 1991-1997: Walter Blankenburg - 1997-1999: Heinrich Studentkowski (de) |